# كرمة (نبات)
الكَرْمَة أو الكَرم جنس نباتي يضم حوالي 60 نوعًا من الفصيلة الكرمية. أهم أنواعها الكرمة النبيذية التي تستعمل لإنتاج العنب.

## من أنواعها
- الكرمة الأريزونية (باللاتينية: Vitis arizonica)
- الكرمة الأمورية (باللاتينية: Vitis amurensis)
- الكرمة التشونغية (باللاتينية: Vitis chungii)
- كرمة تينية الأوراق (باللاتينية: Vitis ficifolia)
- الكرمة الثعلبية (باللاتينية: Vitis vulpina) أو الكرمة قلبية الأوراق (باللاتينية: Vitis cordifolia)
- كرمة دائرية الأوراق (باللاتينية: Vitis rotundifolia)
- الكرمة الرمادية (باللاتينية: Vitis cinerea)
- الكرمة السكرية (باللاتينية: Vitis saccharifera)
- الكرمة الشفوية (باللاتينية: Vitis labrusca)
- كرمة قضبانية الأوراق (باللاتينية: Vitis betulifolia)
- كرمة قيقبية الأوراق (باللاتينية: Vitis acerifolia)
- الكرمة الصيفية (باللاتينية: Vitis aestivalis)
- الكرمة الغنمية (باللاتينية: Vitis balansana)
- الكرمة الكاليفورنية (باللاتينية: Vitis californica)
- الكرمة الكفية (باللاتينية: Vitis palmata)
- الكرمة المتعرجة (باللاتينية: Vitis flexuosa)
- الكرمة الملتحية (باللاتينية: Vitis barbata)
- الكرمة النبيذية (باللاتينية: Vitis vinifera)
- الكرمة النهرية (باللاتينية: Vitis riparia)